# النفعية السلبية
النفعية السلبية هي شكل من أشكال العواقبية السلبية التي يمكن وصفها على أنها وجهة نظر مفادها أنه يجب على الناس تقليل المقدار الإجمالي للمعاناة، أو أنه يجب عليهم تقليل المعاناة، وثانيًا زيادة إجمالي السعادة. يمكن اعتباره نسخة من النفعية تعطي أولوية أكبر لتقليل المعاناة (المنفعة السلبية أو «مضرة») أكثر من زيادة المتعة (المنفعة الإيجابية). هذا يختلف عن النفعية الكلاسيكية، التي لا تدعي أن تقليل المعاناة في جوهره أكثر أهمية من زيادة السعادة. كلا الإصدارين من النفعية يؤكدان أن الأفعال الصحيحة أخلاقياً والخاطئة من الناحية الأخلاقية تعتمد فقط العواقب على الرفاهية الكلية فقط. يشير مصطلح «الرفاه» إلى حالة الفرد.

وبالتالي فإن النفعية السلبية تختلف عن وجهات النظر العواقبية الأخرى، مثل الأولوية السلبية أو التبعية السلبية للمساواتية. في حين أن هذه النظريات الأخرى ستدعم أيضًا تقليل المعاناة، فإنها ستعطي إهتماماً خاصاً لتقليل معاناة من هم في وضع أسوأ.
يستخدم بعض المؤلفين مصطلح «النفعية السلبية» للإشارة إلى النظرية القائلة بأن الحد من الرفاهية السلبية هو الشيء الوحيد الذي يهم أخلاقياً في نهاية المطاف. يميز آخرون بين النسختين «القوية» و «الضعيفة» من النفعية السلبية، حيث لا تهتم الإصدارات القوية إلا بالحد من الرفاهية السلبية، بينما تقول الروايات الضعيفة أن كلا من الرفاه الإيجابي والسلبي مهمان لكن ذلك الرفاه السلبي يهم أكثر.
تختلف الإصدارات الأخرى من النفعية السلبية في مقدار الوزن الذي تعطيه للرفاهية السلبية («المنفعة السلبية») مقارنة بالرفاهية الإيجابية (المنفعة الإيجابية)، فضلاً عن المفاهيم المختلفة لماهية الرفاهية (المنفعة). على سبيل المثال، تقول النفعية التفضيلة السلبية أن الرفاهية في النتيجة تعتمد على التفضيلات المحبطة. نفعية اللذة السلبية تفكر في الرفاهية من منظور التجارب الممتعة وغير الممتعة. هناك العديد من الاختلافات الأخرى حول كيفية تحديد المنفعة السلبية.
تم صك مصطلح «النفعية السلبية» بواسطة نينان سمارت في عام 1958 في رده على كتاب كارل بوبر المجتمع المفتوح وأعدائه. قدم سمارت أيضًا أشهر حجة ضد النفعية السلبية: إن النفعية السلبية تستلزم أن الحاكم القادر على تدمير الجنس البشري على الفور وبدون ألم سيكون من الواجب عليه فعل ذلك. علاوة على هذا، تقع على عاتق كل إنسان مسؤولية أخلاقية للانتحار، وبالتالي منع المعاناة المستقبلية. أيد العديد من المؤلفين نسخاً من هذه الحجة.

## تاريخ
تم صك مصطلح «النفعية السلبية» بواسطة نينان سمارت في رده عام 1958 على كتاب كارل بوبر المجتمع المفتوح وأعدائه، الذي نُشر عام 1945. يؤكد بوبر في الكتاب على أهمية منع المعاناة في السياسة العامة. الأفكار في النفعية السلبية لها أوجه تشابه مع التقاليد القديمة مثل الجاينية والبوذية. قيل أن الفيلسوف اليوناني القديم هيجسياس القيرواني «من أوائل دعاة المنفعة السلبية.» في الآونة الأخيرة يمكن العثور على أفكار شبيهة بالنفعية السلبية في أعمال إدموند جورني عالم النفس في القرن التاسع عشر الذي كتب:

## الأنواع
كالأنواع الأخرى من النفعية، يمكن للنفعية السلبية أن تتخذ أشكالًا عديدة بالاعتماد على الادعاءات المحددة التي يتم اتخاذها لتشكيل النظرية. على سبيل المثال، تقول نفعية التفضيل السلبي أن فائدة نتيجة ما تعتمد على التفضيلات المحبطة والمرضية. نفعية المتعة السلبية تفكر في المنفعة من منظور حالات المتعة العقلية مثل المعاناة والبغضاء. النفعية الوسطية التفضيلية السلبية تضع نفس الافتراضات حول ما هو جيد مثل تفضيل المنفعة السلبية، لكنها تنص على أنه يجب تقليل متوسط عدد التفضيلات المحبطة لكل فرد. يمكن أن تختلف إصدارات النفعية (السلبية) أيضًا بناءً على ما إذا كانت النتائج الفعلية أو المتوقعة مهمة، وما إذا كان الهدف مذكورًا من حيث متوسط النتيجة بين الأفراد أو إجمالي المنفعة الصافية (أو الافتقار إلى المضار) فيما بينهم. يمكن أن تهدف النفعية السلبية أما إلى تحسين قيمة النتيجة أو يمكن أن تكون نفعية سلبية مُرضية، والتي بموجبها يجب اتخاذ إجراء فقط إذا ما كانت النتيجة ستكون ذات قيمة كافية (أو ذات قيمة منخفضة بما فيه الكفاية). الطريقة الرئيسية التي يمكن أن تختلف بها النفعية السلبية عن بعضها البعض هي فيما يتعلق بمدى الثقل الذي تعطيه للرفاهية السلبية (منفعة سلبية) مقارنة بالرفاهية الإيجابية (المنفعة الإيجابية). هذا هو مجال الاختلاف الرئيسي لأن الاختلاف الرئيسي بين النفعية السلبية والأنواع غير السلبية من النفعية هو أن النفعية السلبية تعطي وزناً أو اهتماماً أكبر للرفاهية السلبية.

### ثقل الشر (منفعة سلبية)
قام الفيلسوفان جوستاف أرهينيوس وكريستر بيكفيست بتطوير تصنيف للآراء النفعية السلبية بناءً على كيفية موازنة وجهات النظر المنفعة السلبية مقابل المنفعة الإيجابية. في المجموع، يميزون بين 16 نوعًا من النفعية السلبية. كانوا يميزون أولاً بين السلبية القوية والسلبية الضعيفة . السلبية القوية «تعطي وزناً كاملاً للمنفعة السلبية» والسلبية الضعيفة «تعطي وزناً للمنفعة الإيجابية، ولكن وزناً أكبر للمنفعة السلبية». الأنواع الفرعية الأكثر شيوعًا التي نوقشت هي على الأرجح نسختان من النفعية السلبية الضعيفة تسمى النفعية السلبية «المعجمية» و «العتبة المعجمية». وفقًا للمنفعة السلبية «المعجمية»، لا تكتسب المنفعة الإيجابية وزنًا إلا عندما تكون النتائج متساوية المنفعة السلبية. أي أن المنفعة الإيجابية تعمل كعامل كسر التعادل من حيث أنها تحدد النتيجة الأفضل (أو الأقل سوءًا) عندما تكون النتائج المدروسة متساوية في عدم الاستفادة. تقول النفعية السلبية «العتبة المعجمية» أن هناك بعض المضرة، على سبيل المثال بعض المعاناة الشديدة، بحيث لا يمكن لأي فائدة إيجابية موازنة ذلك. النفعية السلبية «القائمة على الموافقة» هي حالة خاصة من النفعية السلبية العتبة المعجمية، والتي تحدد مكان العتبة. تقول أنه إذا كان الفرد يعاني ولن «يوافق في تلك اللحظة على الاستمرار في المعاناة من أجل الحصول على شيء آخر في المستقبل» فلا يمكن أن تتغلب السعادة على المعاناة.

### الفروق الأخرى بين أنواع النفعية السلبية
يقترح توماس ميتزينغر «مبدأ النفعية السلبية»، وهي الفكرة العامة التي تقول إنه يجب التقليل من المعاناة إلى أدنى حد ممكن. يكتب ماريو بونج عن النفعية السلبية في أطروحته حول الفلسفة الأساسية ولكن بمعنى مختلف عن معظم الآخرين. إذ يطرح ما معناه أن المنفعة السلبية تدور حول عدم الإضرار. على النقيض من ذلك، فإن معظم المناقشات الأخرى حول النفعية السلبية تأخذها على أنها تنطوي على واجب عدم الإضرار والمساعدة (على الأقل بمعنى تقليل الرفاهية السلبية).
ينص علم الأكسيولوجيا الهدوئي، المرتبط ارتباطًا وثيقًا بالنفعية السلبية، على أن «اللحظة التجريبية الفردية تكون جيدة بقدر ما يمكن أن تكون لها إذا وفقط إذا لم تكن لديها رغبة في التغيير». وفقًا للهدوئية، ليس للسعادة والمتعة قيمة جوهرية، بل قيمة أدائية فقط. من هذا المنظور، يبدو أن التجارب الإيجابية السطحية لها قيمة جوهرية لأن هذه التجارب تحل محل أو تشتت أو تخفف المعاناة أو عدم الرضا الذي كان سيواجهه الفاعل لولا ذلك في غياب مثل هذه التجارب.

## المفجر الخيِّر للعالم
في مقال عام 1958 حيث قدم نينان سمارت مصطلح «النفعية السلبية»، جادل ضده مشيراً إلى أن النفعية السلبية تستلزم أن الحاكم القادر على تدمير الجنس البشري على الفور وبدون ألم، «مفجر خير للعالم»، من الواجب عليه القيام بذلك. هذه هي أشهر حجة ضد النفعية السلبية، وهي موجهة ضد النسخ القوية بما فيه الكفاية من النفعية السلبية. أيد العديد من المؤلفين هذه الحجة، وقدم البعض حججاً مضادة. فيما يلي الردود التي تم عرضها ومناقشتها على هذه الحجة.

### التعاون بين أنظمة القيم المختلفة
أحد الردود المحتملة على هذه الحجة هو أن التفسير الساذج للنفعية السلبية فقط هو الذي سيؤيد تدمير العالم. يمكن التخفيف من النتيجة من خلال الإشارة إلى أهمية التعاون بين أنظمة القيم المختلفة. هناك أسباب عواقبية جيدة تجعل المرء متعاوناً تجاه أنظمة القيمة الأخرى ومن المهم بشكل خاص تجنب فعل شيء ضار لأنظمة القيم الأخرى. إن تدمير العالم ينتهك بشدة العديد من أنظمة القيم الأخرى، وبالتالي فإن تأييده سيكون غير متعاون. نظراً لوجود العديد من الطرق لتقليل المعاناة التي لا تنتهك أنظمة القيم الأخرى، فمن المنطقي أن يركز النفعيون السلبيون على هذه الخيارات. في التفسير الموسع للنفعية السلبية، يتم النظر في التعاون مع أنظمة القيم الأخرى والاستنتاج هو أنه من الأفضل تقليل المعاناة دون انتهاك أي من أنظمة القيم الأخرى.

### القضاء مقابل تقليل النفعية السلبية
الرد الآخر على الحجة المفجر الخيري للعالم هو أنه لا يميز بين القضاء على الرفاهية السلبية والحد منها، وأن النفعية السلبية يجب أن تصاغ بشكل معقول من حيث الاختزال وليس القضاء. الحجة المضادة لهذا الرد هي أن الحذف هو شكل من أشكال الاختزال، على غرار كيف أن الصفر رقم.

### إن محاولة تدمير العالم سوف تأتي بنتائج عكسية
جادل العديد من الفلاسفة بأن محاولة تدمير العالم (أو قتل الكثير من الناس) سيكون لها نتائج عكسية من منظور نفعي سلبي. قدم ديفيد بيرس إحدى هذه الحجج، حيث قال «إن التخطيط والتنفيذ لانقراض كل أشكال الحياة العاطفية لا يمكن أن يتم بدون ألم. حتى التفكير في مثل هذا المشروع من شأنه أن يثير الكرب. وبالتالي، فإن النفعي السلبي ليس مضطرًا للدفاع عن الحل المروع.» وبدلاً من ذلك، يدعو بيرس إلى استخدام التكنولوجيا الحيوية للتخلص التدريجي من بيولوجيا المعاناة في جميع أنحاء العالم الحي، ويقول إن" السعادة مدى الحياة يمكن أن تكون مبرمجة مسبقاً، وراثياً"، الرد المماثل على الادعاء المتمثل بأن النفعية السلبية تعني أننا يجب أن نقتل البائسين والمحتاجين هو أننا نادرًا ما نواجه خيارات سياسية وأنه «على أي حال، هناك أسباب نفعية ممتازة لتجنب مثل هذه السياسة، لأن الناس سوف يكتشفون الأمر ويصبحون أكثر بؤسًا وخوفًا». إجابة الأسئلة الشائعة حول المذهب النفعي السلبي على السؤال «3.2 هل يجب أن يحاول النفعيون السلبيون زيادة خطر الانقراض؟» يبدأ بـ «لا، سيكون ذلك سيئًا جدًا حتى بمعايير النفعية السلبية.»

### يمكن أن تتطور الحياة مرة أخرى بطريقة أسوأ
تأخذ بعض الردود على حجة المفجر الخيري للعالم الشكل أنه حتى لو تم تدمير العالم، فسيكون أو قد يكون ذلك سيئًا من منظور نفعي سلبي. أحد هذه الردود التي قدمها جون واتكينز هو أنه حتى لو دمرت الحياة، يمكن أن تتطور الحياة مرة أخرى، ربما بطريقة أسوأ. لذلك سيحتاج مفجر العالم إلى تدمير إمكانية الحياة، لكن هذا من حيث المبدأ يتجاوز القوة البشرية.
وعلى هذا يرد جون سمارت:
لكن في مقالهم القيمة المتوقعة للحد من مخاطر الانقراض إيجابية، اقتبس براونر وجروس هولز من ديفيد بيرس:

### إن القتل سيكون شرًا عظيمًا
رد آخر ذو صلة على حجة مفجر العالم هو أن القتل سيكون شرًا كبيرًا. يدافع إريك كادليك عن النفعية السلبية ويرد على حجة مفجر العالم الخيري (جزئيًا) على النحو التالي: «نينان سمارت يتخلى عن الحقيقة المعروفة عمومًا بأن جميع الناس (مع استثناءات قليلة في المواقف المتطرفة) يحبون العيش وسوف يعتبرون أن القتل ليس منفعة بل هو أعظم شر يلحق بهم».

### التفضيلات المحبطة
النفعية التفضيلية السلبية لديها مفهوم تفضيلي للرفاهية. وهذا يعني أنه من السيئ بالنسبة للفرد أن لا يستوفي رغباته (أو إحباط تفضيلاته)، واعتمادًا على نسخة النفعية السلبية، قد يكون من الجيد أيضًا أن يرضي تفضيلاته. يمكن للنفعي السلبي بمثل هذا المفهوم للرفاهية، أو الذي يتضمن مفهومه للرفاهية مثل هذا المكون التفضيلي، الرد على الحجة المفجر الخيّر للعالم بالقول: إن الانفجار سيكون سيئًا لأنه سيتسبب ببث الكراهية لدى العديد من الأفراد. يقدم أرينيوس وبيكفيست انتقادين لهذا الرد. أولاً، يمكن الادعاء بأن التفضيلات المحبطة تتطلب وجود شخص لديه تفضيل محبط. ولكن إذا مات الجميع فلا توجد أفضليات وبالتالي لا شر. ثانيًا، حتى لو اشتمل الانفجار العالمي على تفضيلات محبطة قد تكون سيئة من منظور نفعي تفضيلي سلبي، فلا يزال يتعين على مثل هذا النفعي السلبي أن يفضله باعتباره أهون الشرين مقارنة بجميع التفضيلات المحبطة التي من المحتمل وجودها إذا استمر العالم في الوجود.
تقترح الأسئلة الشائعة حول النفعية السلبية إجابتين على النوع الأول من النقد لأرينيوس وبيكفيست (الانتقاد القائل بأنه إذا لم يعد هناك أحد، فلن تكون هناك تفضيلات محبطة بعد الآن): الرد الأول هو أن التفضيلات السابقة مهمة، حتى لو كان الفرد الذي احتفظ بها لا يعد موجودا. والثاني هو أنه "بدلاً من حساب التفضيلات السابقة، يمكن للمرء أن ينظر إلى الأمر من منظور أهداف الحياة. في وقت مبكر وفاة الشخص الذي يريد الاستمرار في العيش، لم تحقق هدفها في الحياة. الرد (جزئيًا) هو أن النقد يعتمد على الفرضية التجريبية بأنه سيكون هناك المزيد من التفضيلات المحبطة في المستقبل إذا استمر العالم في الوجود أكثر مما لو تم تدمير العالم. لكن هذا التفضيل السلبي النفعية قد يقول إن الانقراض سيكون أفضل (من الناحية النظرية)، بافتراض أن هذه الفرضية، لا ينبغي أن تُحسب بشكل كبير ضد النظرية، لأنه بالنسبة لأي وجهة نظر حول الأخلاقيات السكانية التي تعين عدم القيمة لشيء ما، يمكن للمرء أن يتخيل سيناريوهات مستقبلية مثل هذا الانقراض سيكون أفضل وفقًا لوجهة النظر المقدمة.

### الجمع بين النفعية السلبية والحقوق
جزء من رد كلارك وولف على اعتراض مفجر العالم الخيّر هو أن النفعية السلبية يمكن دمجها مع نظرية الحقوق. هو يقول:
يمكن الجمع بين النفعية السلبية، على وجه الخصوص، مع نظرية راولز للعدالة. عرف راولز ادعاءات بوبر المعيارية وربما تأثر بسبب قلقه من الحال الأسوأ

### قد تنطوي النفعية الكلاسيكية أيضًا على تدمير العالم
بالنسبة لشخص يعتقد أن العواقبية بشكل عام صحيحة، ومع ذلك فهو متحير بين النفعية الكلاسيكية والسلبية، فإن حجة تدمير العالم ليست قاتلة للنفعية السلبية إذا كانت هناك سيناريوهات افتراضية مماثلة للنفعي الكلاسيكي (وليس النفعي السلبي) فسيكون ملزم بتدمير العالم من أجل استبدال أولئك الذين قتلوا بأفراد جدد. كتب سايمون كنوتسون:
هناك سيناريوهات تشير فيها النفعية التقليدية، وليس المنفعة السلبية، إلى أنه سيكون من الصواب قتل الجميع، أي السيناريوهات التي يؤدي فيها القتل إلى زيادة الرفاهية الإيجابية والسلبية على حد سواء، وينتج عنه قدر أكبر من الرفاه الإيجابي ناقص السلبي. لا تعني النفعية السلبية أنه سيكون من الصواب قتل الجميع في مثل هذه السيناريوهات لأنه، في هذه السيناريوهات، سيؤدي قتل الجميع إلى زيادة الرفاهية السلبية. مثال على هذا السيناريو هو أنه يمكن قتل جميع البشر أو جميع الكائنات الحية على الأرض واستبدالها بالعديد من الكائنات التي تعيش مجتمعة في رفاهية إيجابية وسلبية أكثر، ولكن مع مجموع أكبر من الرفاه الإيجابي ناقص السلبي.

## أعمال أخرى
يقدم توبي أورد نقدًا للنفعية السلبية في مقالته «لماذا لست منفعيًا سلبيًا»، والتي رد عليها ديفيد بيرس وبرونو كونتستابيلي.   آراء نقدية أخرى حول النفعية السلبية قدمها ثاديوس ميتز، كريستوفر بيلشو، وإنغمار بيرسون. من ناحية أخرى، طور جوزيف ميندولا تعديلاً في النفعية، وهو يقول أن مبدأه:
هو نوع من القاعدة القصوى .... يشبه المبدأ أيضًا شكلاً من أشكال النفعية المألوفة من عمل بوبر والإخوان سمارت، النفعية السلبية. يشير هذا أيضًا إلى أننا يجب أن نشغل أنفسنا قبل كل شيء بالقضاء على الألم.
يكتب البروفيسور هنري هيز بشكل إيجابي عن النفعية السلبية. نشر فابيان فريك المقال الألماني Verschiedene Versionen des Negativen Utilitarismus. على شكل كتاب، دافع جوناثان لايتون عن «المنفعة السلبية الإضافية»، والتي تعتبر الحد من المعاناة ذات أهمية قصوى، مع تقدير استمرار وجود الكائنات الحية.

## اقتباسات
1. ↑  For example, Leslie 1998: "'Negative utilitarianism' is concerned mainly or entirely with reducing evils rather than with maximizing goods." The example unpleasant experiences is an example based on a hedonistic theory of well-being, according to which pleasant experiences are good for individuals and unpleasant experiences are bad for individuals. But there are other theories of well-being and negative utilitarianism need not adopt a hedonistic theory.
2. ↑  Bykvist 2009: "The whole family of utilitarian theories is captured by the equation: Utilitarianism = Consequentialism (nothing but the values of outcomes matter for the rightness of actions) + Welfarism (nothing but well-being matters for the value of outcomes)."
3. ↑  Bykvist 2009.
4. 1 2  Smart 1958.
5. ↑  Arrhenius & Bykvist 1995 says that strong versions of negative utilitarianism "give all weight to disutility" and weak versions "give some weight to positive utility, but more weight to disutility." Arrhenius & Bykvist 1995: “Our point of departure was the firm intuition that unhappiness and suffering have greater weight than happiness. By taking this stand we revealed ourselves as members of the negative utilitarian family.” Ord 2013: “NU [negative utilitarianism] comes in several flavours, which I will outline later, but the basic thrust is that an act is morally right if and only if it leads to less suffering than any available alternative. Unlike Classical Utilitarianism, positive experiences such as pleasure or happiness are either given no weight, or at least a lot less weight.”
6. 1 2 3 4  Negative Utilitarianism FAQ 2015.
7. 1 2 3 4 5 6  Arrhenius & Bykvist 1995.
8. ↑  K. Popper, "Karl Popper, The Open Society and Its Enemies, vol. 1. Routledge. pp. 284–285.
9. ↑  Smart 1958: "Professor Popper has proposed a negative formulation of the utilitarian principle, so that we should replace ‘Aim at the greatest amount of happiness for the greatest number’ by ‘The least amount of avoidable suffering for all’. He says: ‘It adds to the clarity of ethics if we formulate our demands negatively, i.e. if we demand the elimination of suffering rather than the promotion of happiness’. However, one may reply to negative utilitarianism..."
10. ↑  For example, Popper wrote, "I suggest, for this reason, to replace the utilitarian formula ‘Aim at the greatest amount of happiness for the greatest number’, or briefly, ‘Maximize happiness’ by the formula ‘The least amount of avoidable suffering for all’, or briefly, ‘Minimize suffering’. Popper، Karl (2012). The Open Society and Its Enemies. Routledge. ص. 548. ISBN:978-0415610216. Popper claimed that "there is, from the ethical point of view, no symmetry between suffering and happiness, or between pain and pleasure... In my opinion human suffering makes a direct moral appeal, namely, the appeal for help, while there is no similar call to increase the happiness of a man who is doing well anyway. A further criticism of the Utilitarian formula "Maximize pleasure" is that it assumes a continuous pleasure-pain scale which allows us to treat degrees of pain as negative degrees of pleasure. But, from the moral point of view, pain cannot be outweighed by pleasure, and especially not one man's pain by another man's pleasure. Instead of the greatest happiness for the greatest number, one should demand, more modestly, the least amount of avoidable suffering for all..." Popper، Karl (2002). The Open Society and Its Enemies: Volume 1: The Spell of Plato. Routledge. ص. 284–285. ISBN:978-0415237314.
11. ↑  Contestabile 2014: "Negative utilitarianism and Buddhism share the following intuitions: Negative utilitarianism—understood as an umbrella term—models the asymmetry between suffering and happiness and therefore accords with the Buddhist intuition of universal compassion. The Noble Truths of Buddhism accord with the negative utilitarian intuition that (global) suffering cannot be compensated by happiness. Some forms of Buddhism and negative utilitarianism share the intuition that non-existence is a perfect state." Goodman 2009: “Negative utilitarianism shares with Buddhism a strong focus on alleviating the suffering of beings.”
12. ↑  Keown 1992: “one of the earliest exponents of NU, Hegesias...”
13. ↑  "Negative utilitarianism : Edmund Gurney (1847 - 88)". www.utilitarianism.com. مؤرشف من الأصل في 2022-01-30. اطلع عليه بتاريخ 2022-05-25.
14. ↑  Chao، Roger (مارس 2012). "Negative Average Preference Utilitarianism" (PDF). Journal of Philosophy of Life. ج. 2: 66. مؤرشف من الأصل (PDF) في 2022-04-26. {{استشهاد بدورية محكمة}}: الوسيط غير المعروف |بواسطة= تم تجاهله يقترح استخدام |عبر= (مساعدة)
15. ↑  Sinnott-Armstrong 2014 provides an overview of the many ways in which consequentialism can be varied. Since utilitarianism (and negative utilitarianism) is a kind of consequentialism, much of it applies to utilitarianism and negative utilitarianism as well. Section 1. "Classic Utilitarianism" shows the many distinct and variable claims that make up Classic Utilitarianism.
16. ↑  Bykvist 2009, states satisficing utilitarianism as follows: "Satisficing utilitarianism An action ought to be done if and only if it would bring about a sufficient level of total well-being."
17. ↑  They write that they distinguish among kinds of 'negative utilitarianism': "Our point of departure was the firm intuition that unhappiness and suffering have greater weight than happiness. By taking this stand we revealed ourselves as members of the negative utilitarian family. The problem was then to find out which members of this family we want to join, and to spell out why we do not want to be as some of our siblings." Arrhenius & Bykvist 1995. The taxonomy is phrased in terms of 'negativisms,' which appear to be the same as 'negativist' and 'negative' utilitarianisms: "we believe that disutility has greater weight than utility. The overall aim with this part of our essay is to give an account of this weight, which means that we shall try to formulate a welfarist act-consequentialism that takes seriously the weight of disutility. In other words, we are looking for an acceptable negativist utilitarianism." Arrhenius & Bykvist 1995.
18. ↑  Arrhenius & Bykvist 1995: "The claim that disutility has greater weight can now be expressed by letting the disutilities have greater lexical weight. But still the utility has some weight in the sense that if the disutilities are the same in the alternatives, and hence we cannot minimise the disutility any further, then we ought to maximise the utility. Depending on what kinds of disutilities we choose in establishing this order, we get different lexical negativisms."
19. ↑  Ord 2013: "Lexical Threshold NU
Suffering and happiness both count, but there is some amount of suffering that no amount of happiness can outweigh."
20. ↑  Brian Tomasik formulated and advocated consent-based negative utilitarianism. He writes, "would the person-moment suffering agree to continue the suffering in order to obtain something else in the future? If yes, then the suffering doesn't pass the threshold of unbearableness and thus can be outweighed by happiness." Tomasik 2015. See section “Consent-based negative utilitarianism?” The ‘person-moment’ means the person in the moment of suffering, as opposed to before or after the suffering occurred.
21. ↑  Metzinger 2003: “In terms of a fundamental solidarity of all suffering beings against suffering, something that almost all of us should be able to agree on is what I will term the “principle of negative utilitarianism”: Whatever else our exact ethical commitments and specific positive goals are, we can and should certainly all agree that, in principle, and whenever possible, the overall amount of conscious suffering in all beings capable of conscious suffering should be minimized. I know that it is impossible to give any truly conclusive argument in favor of this principle. And, of course, there exist all kinds of theoretical complications—for example, individual rights, long-term preferences, and epistemic indeterminacy. But the underlying intuition is something that can be shared by almost everybody: We can all agree that no additional suffering should be created without need. Albert Camus once spoke about the solidarity of all finite beings against death, and in just the same sense there should be a solidarity of all sentient beings capable of suffering against suffering. Out of this solidarity we should not do anything that would increase the overall amount of suffering and confusion in the universe—let alone something that highly likely will have this effect right from the beginning.”
22. ↑  Bunge 1989: "By recommending passivity it [negative utilitarianism] condones evil. The spectator who watches impassively a hooligan attacking an old woman, and the citizen who does not bother to vote, comply with negative utilitarianism and thereby tolerate evil."
23. ↑  See for example Pearce Negative Utilitarianism: Why Be Negative?
24. ↑  Gloor, Lukas (18 Jul 2017). "Tranquilism". Foundational Research Institute (بالإنجليزية الأمريكية). Archived from the original on 2020-02-20. Retrieved 2019-07-18.
25. ↑  Smart 1958: "Suppose that a ruler controls a weapon capable of instantly and painlessly destroying the human race. Now it is empirically certain that there would be some suffering before all those alive on any proposed destruction day were to die in the natural course of events. Consequently the use of the weapon is bound to diminish suffering, and would be the ruler's duty on NU grounds." For his use of the term ‘the benevolent world-exploder’ see page 543.
26. ↑  That is, the argument is directed against strong versions of negative utilitarainaism that prescribe only reducing negative well-being, as well as weak versions that are sufficiently close to strong negative utilitarianism. Such weak versions would be those that, although they give weight to both negative and positive well-being, give sufficiently much more the weight to negative well-being, so that they would have the same implications as strong versions in relevant situations.
27. ↑  For example, Bunge 1989: "Negative utilitarianism ... is open to the following objections.... Fourthly, the most expeditious way of implementing the doctrine would be to exterminate humankind, for then human suffering would cease altogether (R. N. Smart 1958)." Heyd 1992: "Negative utilitarianism, which seems promising in guiding us in genethics, also urges (at least in its impersonal version) paradoxical (and to some, morally abhorrent) solutions to the miseries of humanity. Primarily it recommends the painless annihilation of all humanity—either by the collective suicide of all actual beings, or by total abstention from procreation by one generation (Smart 1958, 542–543)." Ord 2013: "R. N. Smart wrote a response [3] in which he christened the principle 'Negative Utilitarianism' and showed a major unattractive consequence. A thorough going Negative Utilitarian would support the destruction of the world (even by violent means) as the suffering involved would be small compared to the suffering in everyday life in the world."
28. ↑  "Gains from Trade through Compromise – Foundational Research Institute". foundational-research.org. 10 أبريل 2015. مؤرشف من الأصل في 2020-01-25. اطلع عليه بتاريخ 2015-12-17.
29. ↑  "Reasons to Be Nice to Other Value Systems – Foundational Research Institute". foundational-research.org. 29 أغسطس 2015. مؤرشف من الأصل في 2020-02-20. اطلع عليه بتاريخ 2015-12-17.
30. ↑  "Negative Utilitarianism FAQ". مؤرشف من الأصل في 2022-03-13.
31. ↑  This is J. J. C. Smart's reply to Acton. J. J. C. Smart agrees with his brother R. N. Smart that "if we made the minimization of misery our sole ultimate ethical principle ... we should approve of a tyrannical but benevolent world exploder." Smart 1973 J. J. C. Smart replies to Acton that "surely eliminating is a case of reducing – the best case of all, the negative utilitarian would say. In suggesting that eliminating is not reducing, Acton seems to me to be like a person who says that zero is not a number." Smart 1989
32. ↑  Pearce 2005.
33. ↑  Pearce Negative Utilitarianism: Why Be Negative?.
34. ↑  Clark Wolf proposes and defends ‘negative critical level utilitarianism’ in the context of social choice and population choices, which says that "population choices should be guided by an aim to minimize suffering and deprivation" (Wolf 1996). He brings up the possible objection to his principle that "it might occur to someone that the best way to minimize current suffering and deprivation would be to quietly, secretly, and painlessly kill off all of those who are miserable and needy" (Wolf 1996). A part of his reply is that "die hard utilitarians could argue that we rarely face such a policy choice, and that anyway there are excellent utilitarian reasons for avoiding such a policy, since people would find out about it and become even more miserable and fearful" (Wolf 1996).
35. ↑  Smart 1989, pp. 44–45.
36. ↑  "The expected value of extinction risk reduction is positive | Effective Altruism". www.effectivealtruism.org. مؤرشف من الأصل في 2022-05-19. اطلع عليه بتاريخ 2022-05-25.
37. ↑  Kadlec 2008.
38. ↑  "A preferentialist could, for example, claim that most people now living prefer to live, and that these preferences must be counted when elimination is at stake. So, the elimination results in a lot of frustrated preferences, and we must balance the evil ofthis against the evil of the unhappiness in the future of humanity." (Arrhenius & Bykvist 1995)
39. ↑  "NIPU [negative ideal preference utilitarianism] isn’t about minimizing the amount of unsatisfied preferences that currently exist, but rather about minimizing the total amount of unsatisfied preferences in the (space-time) universe. This includes past preferences." (Negative Utilitarianism FAQ 2015)
40. ↑  Negative Utilitarianism FAQ 2015. See section "2.1.5 Back to destroying the world, doesn’t NIPU still imply that extinction would be best, because if there will be a lot of people in the future, their unsatisfied preferences combined are worse than the preferences being thwarted by extinction?"
41. ↑  Wolf 1996, p. 278.
42. ↑  Contestabile Negative Utilitarianism and Justice.
43. ↑  Rawls 1958.
44. ↑  Knutsson، Simon (29 أغسطس 2019). "The world destruction argument". Inquiry: 1–20. DOI:10.1080/0020174X.2019.1658631. ISSN:0020-174X.
45. ↑  Ord 2013.
46. ↑  Pearce A response to Toby Ord's essay.
47. ↑  Contestabile Why I’m (Not) a Negative Utilitarian – A Review of Toby Ord’s Essay.
48. ↑  Metz 2012: "Negative utilitarianism is well-known for entailing anti-natalism as well as pro-mortalism, the view that it is often prudent for individuals to kill themselves and often right for them to kill others, even without their consent. It pretty clearly has these implications if one can kill oneself or others painlessly, but probably does so even if there would be terror beforehand; for there would be terror regardless of when death comes, and if death were to come sooner rather than later, then additional bads that would have been expected in the course of a life would be nipped in the bud."
49. ↑  Belshaw 2012: "Negative utilitarianism can be plucked from the shelf, but there is no good reason to suppose it true. And were it true, it would take us too far, generating not only anti-natalism but straightaway also its pro-mortalist neighbour."
50. ↑  Persson 2009: “negative utilitarianism seems implausible, as is shown by an argument sketched by McMahan, on the basis of an argument originally put forward by Richard Sikora (1978). This argument turns on the observation that if what would be bad for individuals in life is a reason against conceiving them, but what would be good for them is no reason in favour of conceiving them, then, as far as those individuals are concerned, it is wrong to conceive them, however much good their lives will contain, provided that they will also contain something that is bad for them. This seems clearly absurd.”
51. ↑  Mendola 1990, p. 86.
52. ↑  Hiz 1992: "Utilitarianism failed, but what is sometimes called ‘negative utilitarianism’ avoids many of the shortcomings of classical utilitarianism. It is a good candidate for an ethics that expresses the Enlightenment tradition."
53. ↑  Fricke 2002.
54. ↑  Leighton 2011.

## الروابط الخارجية
- أسئلة شائعة حول النفعية السلبية
- مقالات عن الحد من المعاناة
- معهد البحوث التأسيسية
- حتمية المتعة
- منظمة منع المعاناة الشديدة (OPIS)